# Clara Lee
Clara Lee (en hangul, 클라라 리) (Berna, Suiza, 15 de enero de 1985), cuyo nombre de nacimiento es Lee Sung-min (en hangul, 이성민), es una actriz y modelo británica nacida en Suiza, pero cuya carrera se ha desarrollado en Corea del Sur.

## Biografía
Clara Lee nació el 15 de enero de 1985 en Berna, Suiza, bajo el nombre de Lee Sung-min. Su padre es Lee Seung-kyu, exmiembro de la banda bilingüe Koreana. En 2005, hizo su debut en el mundo del entretenimiento utilizando su nombre de nacimiento; protagonizó su primera película, Five Senses of Eros, en 2009.
En diciembre de 2014, Lee presentó una demanda en contra de su agencia en aquel entonces, Polaris Entertainment, con el fin de anular su contrato sosteniendo que había sido sexualmente hostigada por su presidente, Lee Kyu-tae. Polaris negó las acusaciones y respondió que Lee había estado chantajeando a la agencia para que pusiera fin a su contrato, el cual expiraba en 2018. En julio de 2015, los fiscales exoneraron a Lee de las acusaciones de chantaje e inculparon a Lee Kyu-tae por amenazarla vía violencia física. El 18 de septiembre de 2015, Lee presentó su demanda contra Polaris y puso fin a su batalla legal.
En enero de 2019, Lee anunció su matrimonio con un empresario coreano-estadounidense.

## Carrera
En enero de 2012, Lee adoptó «Clara» como su nombre artístico. Dicha noticia fue anunciada en una conferencia de prensa de la serie Take Care of Us, Captain. Las razones dadas para su cambio de nombre se debieron al hecho de que su nombre de nacimiento, Sung-min, era «masculino» y que su nombre en inglés siempre había sido Clara.
En mayo de 2013, Lee se convirtió en una sensación en línea tras realizar un lanzamiento ceremonial en un juego de béisbol profesional vestida con leggings ajustados. Desde entonces, ha sido aclamada como una estrella prometedora y vista como un símbolo sexual. En septiembre de 2013, Lee recibió críticas por parte de cibernautas surcoreanos por aparentemente contradecirse a sí misma en la televisión al decir que le gustaba comer pollo y beber cerveza en un programa, y decir lo contrario en otro. En consecuente, cerró sus cuentas de Twitter y Facebook. Posteriormente, volvió a desempeñar papeles secundarios en la serie de televisión Goddess of Marriage (2013) y Emergency Couple (2014), seguido de un papel principal en la película de comedia Casa Amor: Exclusive for Ladies (2015).

## Filmografía

### Cine
| Año  | Título                          | Papel                                            | Ref.   |
| ---- | ------------------------------- | ------------------------------------------------ | ------ |
| 2009 | Five Senses of Eros             | Lee Yoon-jung (segmento "Believe in the Moment") |        |
| 2013 | Ask This of Rikyu               | Mujer noble Joseon                               |        |
| 2015 | Casa Amor: Exclusive for Ladies | Oh Nan-hee                                       | [ 18 ] |
| 2016 | Line Walker                     | Asesina                                          |        |
| 2016 | Some Like It Hot                | Yoyo                                             |        |
| 2017 | The Jade Pendant                | Esposa de inmigrante chino                       | [ 19 ] |

### Televisión
| Año  | Título                             | Papel                                   | Cadena      |
| ---- | ---------------------------------- | --------------------------------------- | ----------- |
| 2006 | Invisible Man, Choi Jang-soo       | Cha Hye-jin                             | KBS 2TV     |
| 2006 | High Kick!                         | Kim Yoon-joo (ep. 64)                   | MBC         |
| 2009 | Hilarious housewives               | Lee Sung-min                            | MBC         |
| 2009 | Creating Destiny                   | Shin Jin-hee                            | MBC         |
| 2010 | A Good Day for the Wind to Blow    | Choi Mi-ran                             | KBS 1TV     |
| 2011 | Baby Faced Beauty                  | Chae Seul-ah                            | KBS 2TV     |
| 2012 | Take Care of Us, Captain           | Hong Mi-joo                             | SBS         |
| 2012 | Tasty Life                         | Min Young-woo                           | SBS         |
| 2013 | Goddess of Marriage                | Cynthia Jung                            | SBS         |
| 2013 | Reckless Family 3                  | Clara Park                              | MBC Every 1 |
| 2013 | Love For Ten - Generation of Youth | Kim Yang                                | Drama móvil |
| 2014 | Emergency Couple                   | Han Ah-reum                             | tvN         |
| 2014 | Fated to Love You                  | Hye-jin (ep. 1)                         | MBC         |
| 2014 | America's Next Top Model           | Ella misma (temporada 21, ep. 14)       | The CW      |
| 2016 | Entourage                          | Ella misma (ep. 2)                      | tvN         |
| 2017 | Strong Woman Do Bong-soon          | Lee Bong-soon/Higienista dental (ep.16) | JTBC        |
| 2017 | Meloholic                          | Yun Kyung-ae                            | OCN         |